# Виллебранд, Герман
Герман Виллебранд (нем. Hermann Willebrand; 1816[…], Мельц, Мекленбург — Передняя Померания — 1899[…], Шверин, Мекленбург-Шверин) — мелкенбург-шверинский придворный архитектор, инженер-строитель, наиболее известный тем, что руководил строительством Шверинского замка (по проекту Георга Деммлера).

## Биография
Родился в 1816 году в Мельце в семье протестантского пастора. Учился в средней школе в Нойстрелице, которую не окончил, однако, в дальнейшем уехал в Берлин, где в 1835—38 годах получил образование в Академии художеств и Строительной академии. Весной 1838 года Виллебранд вернулся в Мекленбург-Шверин, где сдал экзамены на звание архитектора и вскоре стал одним из ближайших помощников придворного архитектора Георга Деммлера. 
Именно Деммлеру принадлежал проект нового замка-дворца в Шверине, который первоначально был отвергнут из-за своей грандиозности и помпезности. Однако, постепенно идея строительства увлекла правителя Мекленбург-Шверина и он отправил Деммлера и Виллебранда в командировку во Францию, чтобы они на месте ознакомились с архитектурой замков Луары, таких, как замок Шамбор. 
По возвращении, Деммлер доработал проект дворца и строительство началось. Проект принадлежал Деммлеру, а Виллебранду, которому того было 27 лет, было поручено непосредственно руководить строительством. 
В 1851 году Виллебранд получил звание придворного архитектора, вместо Деммлера, который был уволен в том же году из-за своих социал-демократических политических взглядов. 
Помимо своего участия в возведении Шверинского замка, Виллебранд также запомнился следующими работами:
- Главное здание Ростокского университета (1866—1870; более раннее здание, возведённое в 1844 году по проекту Деммлера, стало южным крылом нового).
- Нойштадский дворец в Шверине (перестройка).
- Памятник Воинам-освободителям (Германии от Наполеона) в память войн 1813—14 и 1815 годов в Гюстрове.
- Колонны Победы в память о павших во Франко-прусской войне 1870—1871 годов в Старом городском саду Шверина.
- Замок Кляйн-Треббов в одноименном населённом пункте и павильон «чайный домик» в замковом парке.
- Усыпальница фон Бюловых в Марсове поблизости от Людвигслуста.

И др. 
Виллебранд был уважаемым и коммерчески успешным архитектором, за свою деятельность был удостоен нескольких орденов. Он был женат на Марии Магдалене Шарлотте Кордуа, в браке с которой имел четверых детей.
Скончался в 1899 году в Шверине.

## Галерея

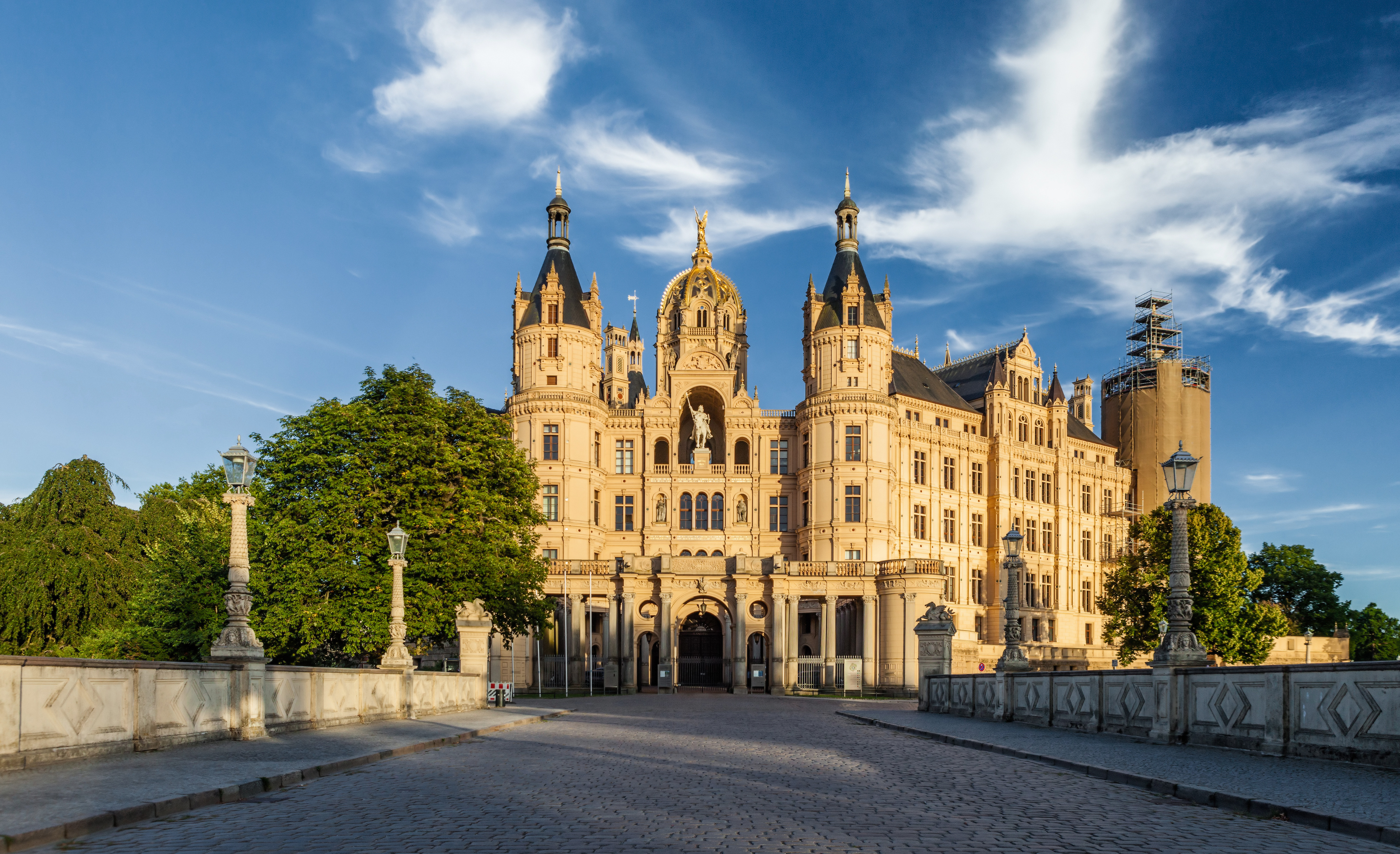
Шверинский замок со стороны моста.
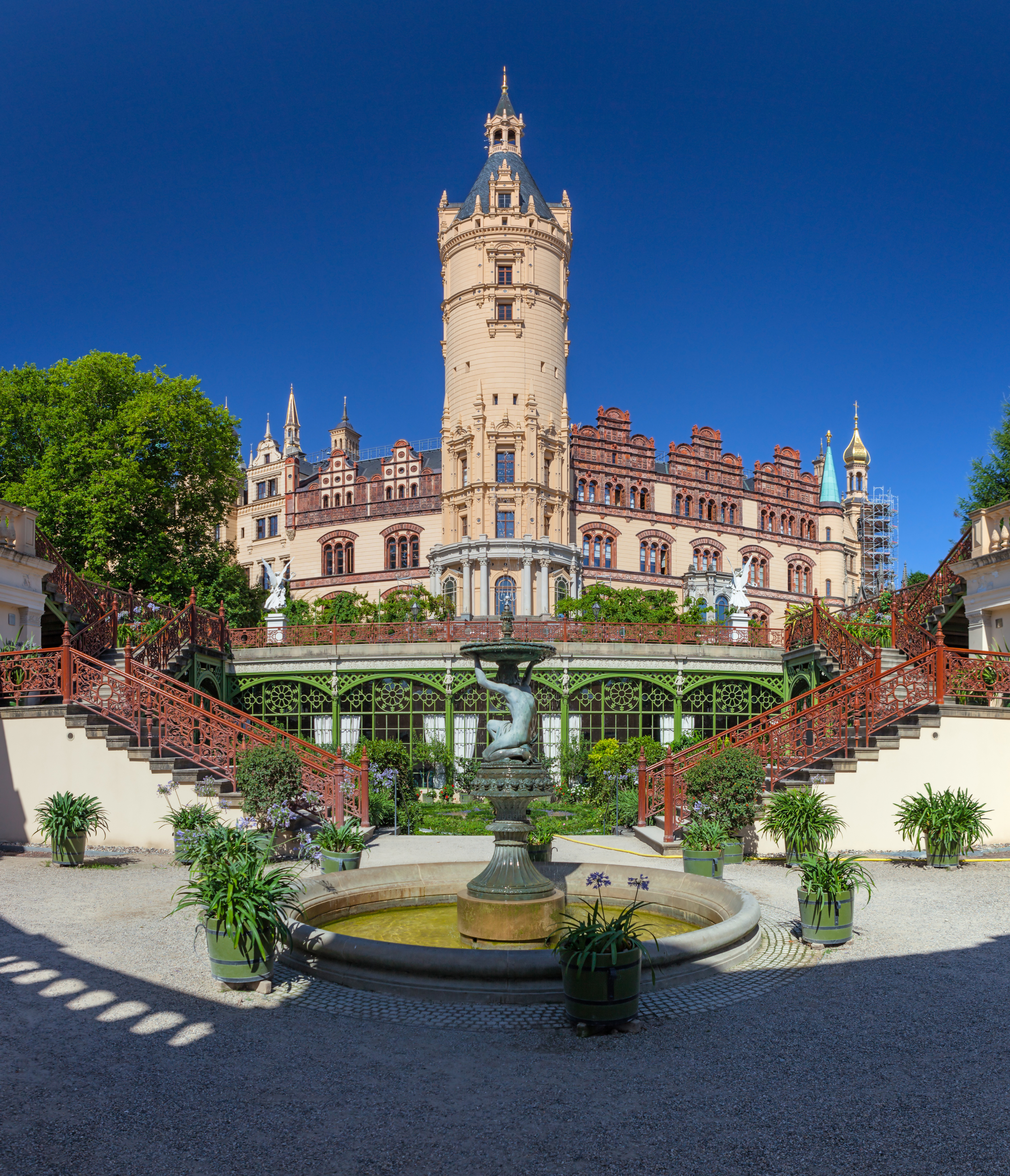
Шверинский замок со стороны двора.
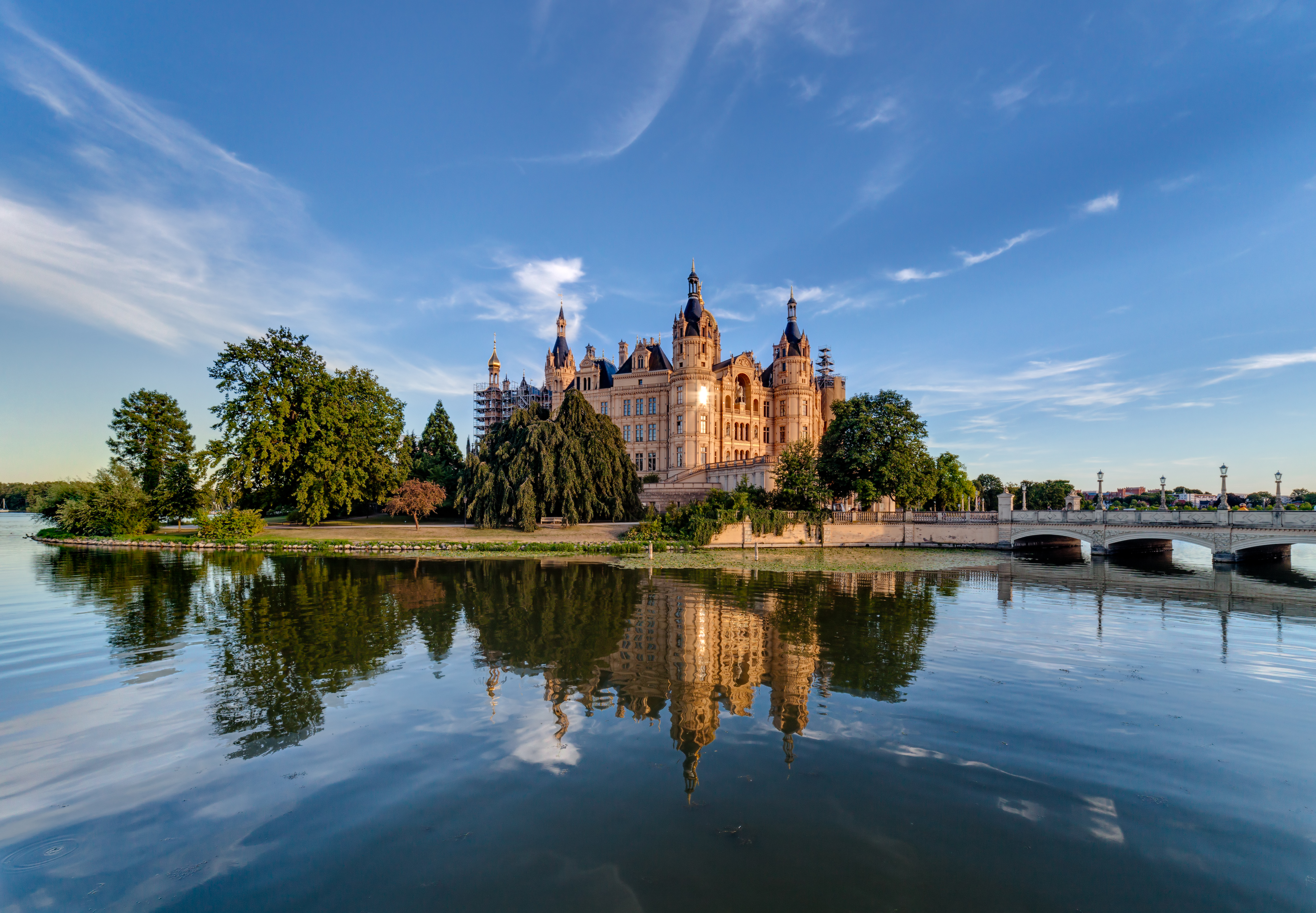
Шверинский замок со стороны озера.
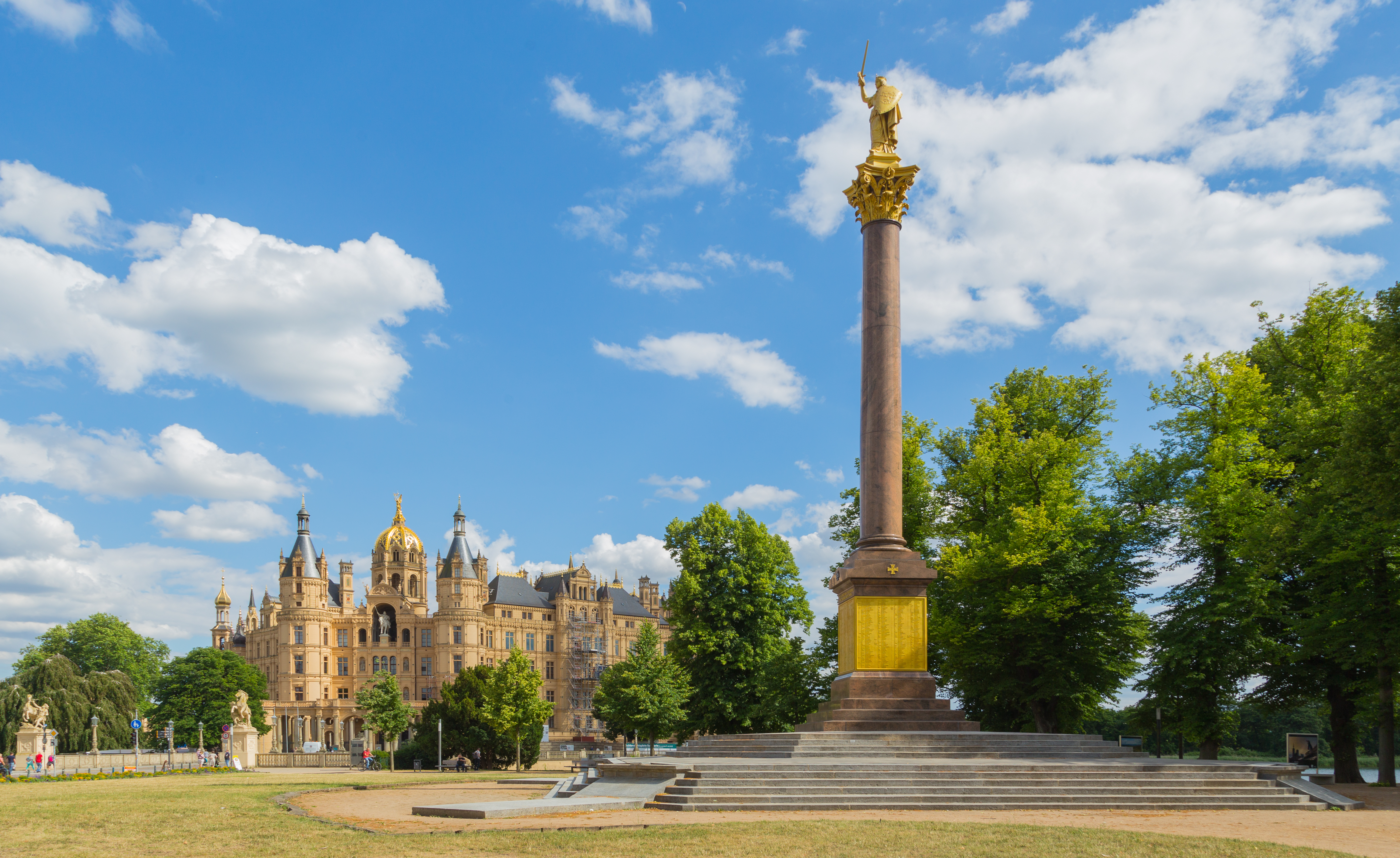
Колонны Победы в память о павших во Франко-прусской войне 1870—1871 годов в Старом городском саду Шверина.
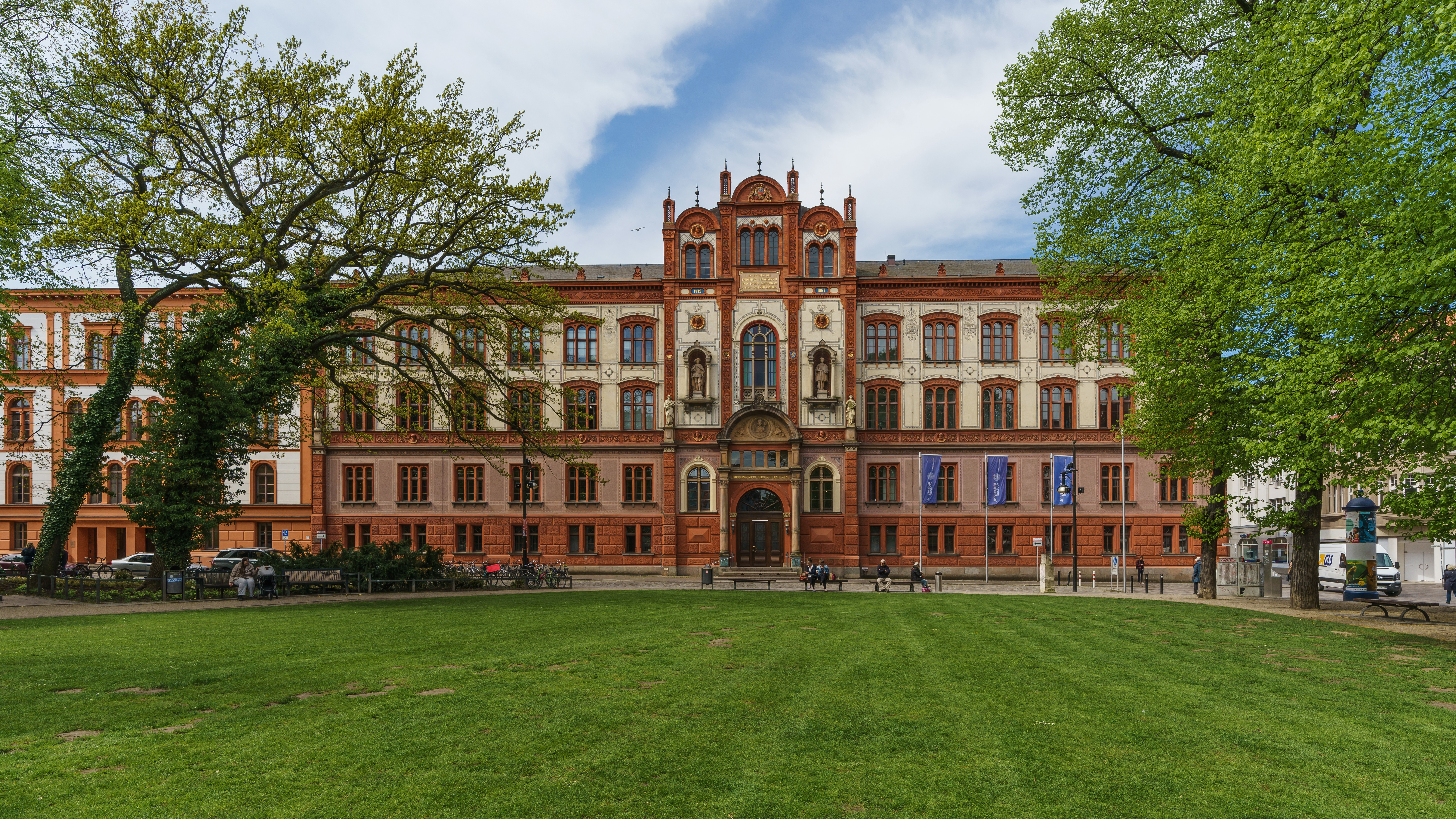
Главное здание Ростокского университета.
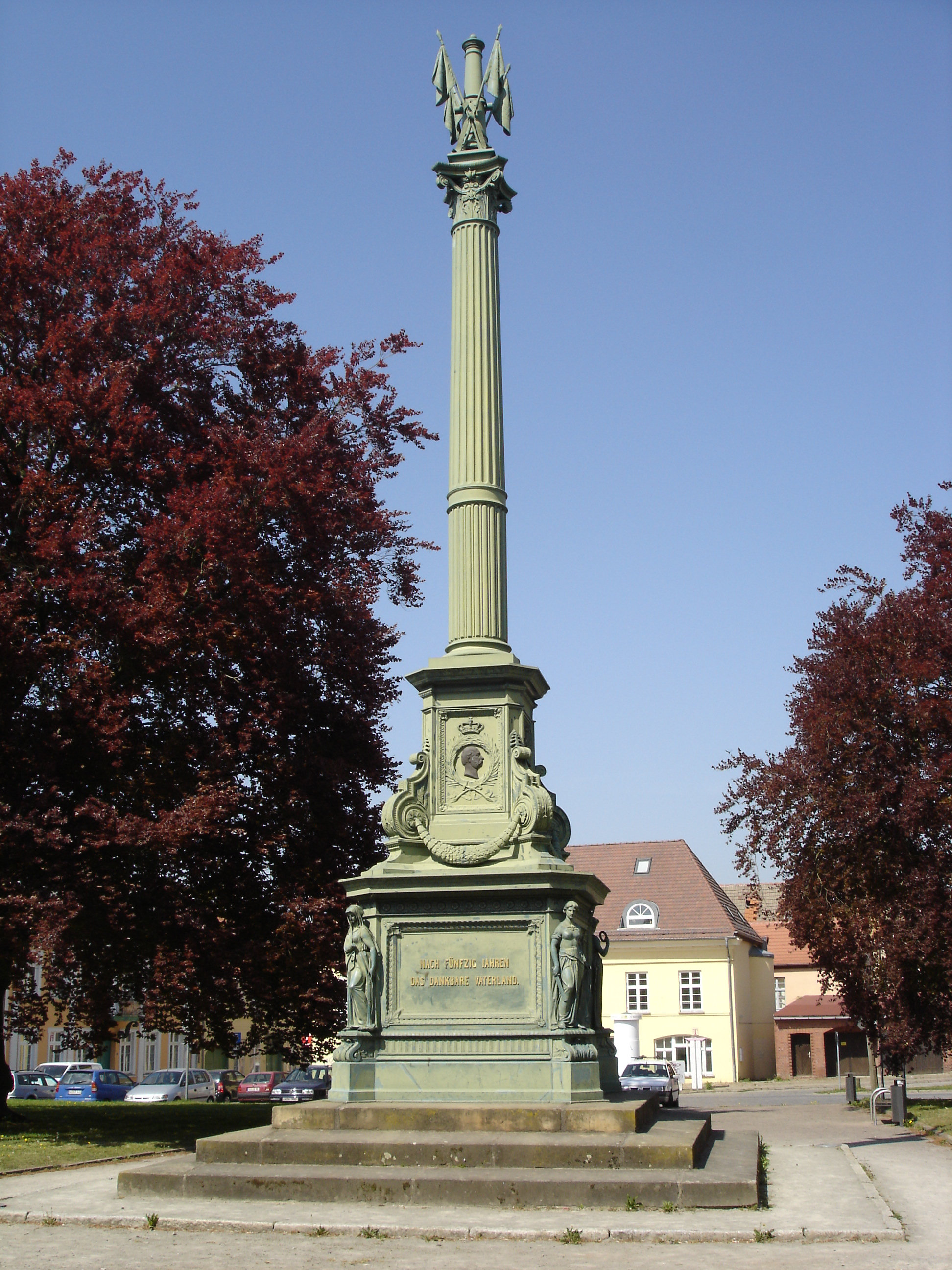
Памятник Воинам-освободителям Германии от Наполеона в Гюстрове.
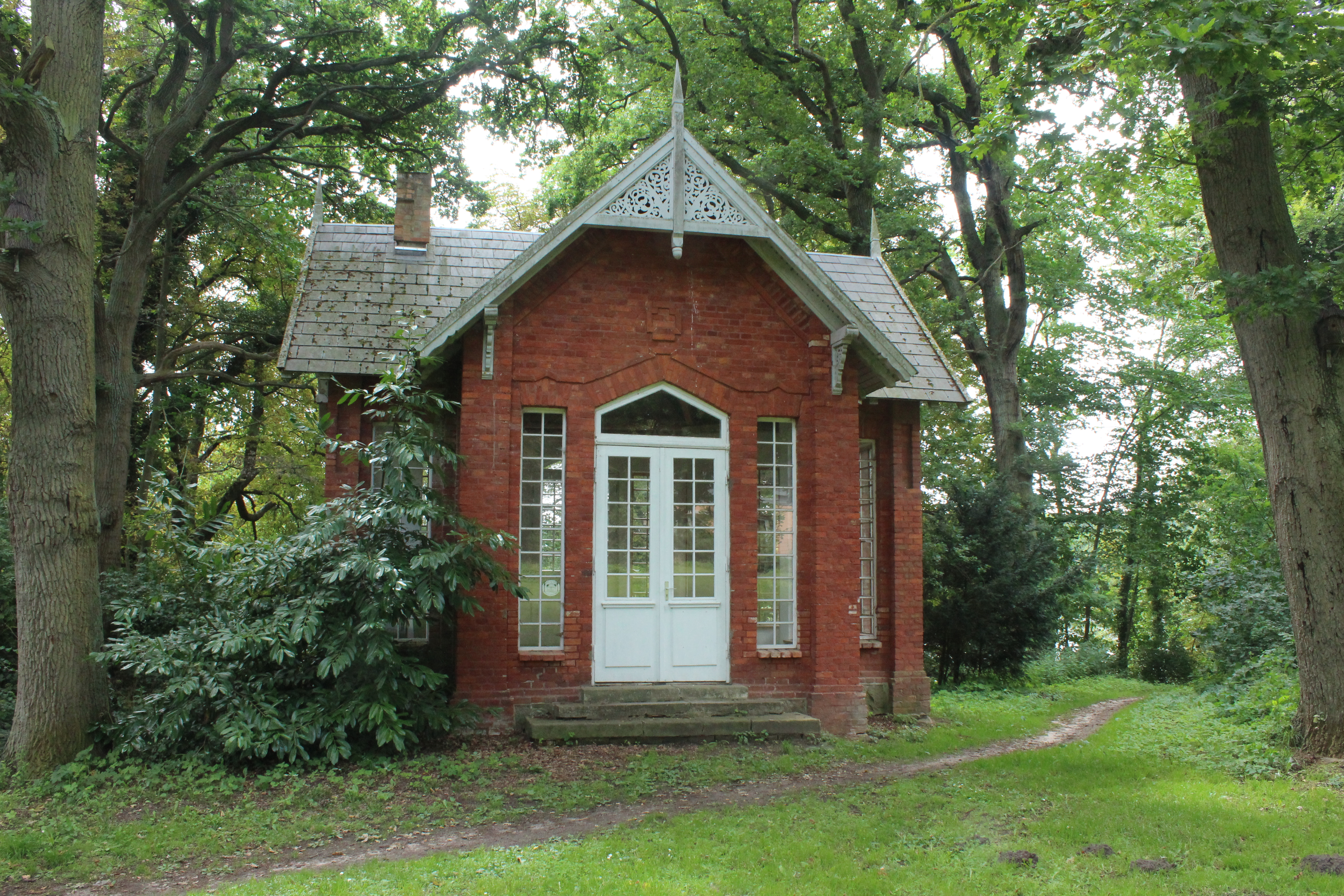
Чайный домик в парке замка Кляйн-Треббов, в одноименном населённом пункте.
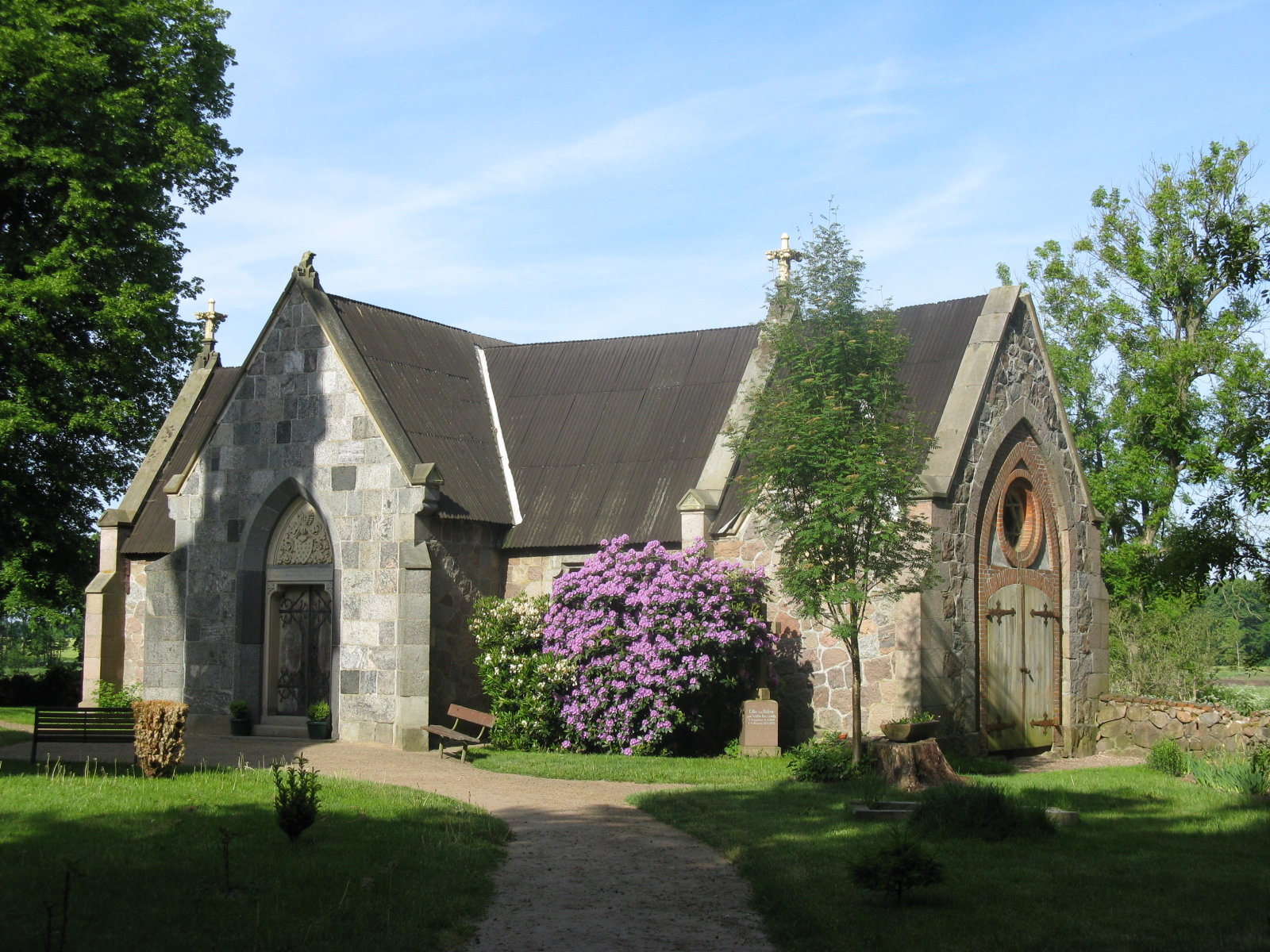
Усыпальница фон Бюловых в Марсове поблизости от Людвигслуста.

## Награды
- Орден Красного орла 4 степени (Королевство Пруссия; 1857, в честь церемонии открытия Шверинского замка)
- Орден Белого сокола 4 степени (Саксен-Веймар-Эйзенах; 1857, в честь церемонии открытия Шверинского замка)
- Орден Вендской короны, кавалер (Мекленбург-Шверин; 1870, в честь церемонии открытия главного здания Ростокского университета)
- Орден Вендской короны, командор (Мекленбург-Шверин; 1889, в ознаменование 50-летия беспорочной службы)